# اوتوری تانیگورو
اوتوری تانیگورو (به ژاپنی: 鳳 谷五郎) کُشتی‌گیر سوموی اهل استان چیبا در کشور ژاپن است که بیست‌وچهارمین کشتی‌گیر دارای رتبهٔ یوکوزونا محسوب می‌شود. وی در سال ۱۹۱۵ میلادی به این مرتبه ارتقا یافت و در سال ۱۹۲۰ میلادی بازنشست شد. اوتوری تانیگورو توانست ۲ بار قهرمان (یوشو) مسابقات سومو شود.